# المدرسة البريطانية (الكويت)
المدرسة البريطانية في الكويت هي مدرسة بريطانية دولية تقع في منطقة سلوى. تأسست المدرسة في عام 1978.عندما أنشأت السيدة ميرا فيرا والسيد صادق المطوع روضة أطفال صغيرة أصبحت تعرف باسم مدرسة الشمس المشرقة. وقد حدث نمو مطرود خلال الثمانينيات، وبعد أن استعادت المدرسة من براثن الغزو العراقي للكويت عام 1990، استوعبت بحلول عام 1992 550 طفل من رياض الأطفال والطلاب في سن التعليم الابتدائي. تم اتخاذ قرار لخدمة المجتمع في المرحلتين الابتدائية والثانوية، تم الانتقال إلى الموقع الحالي في سلوى، وفي سبتمبر 1993، أعيدت تسميتها حديثا بالمدرسة البريطانية في الكويت. هناك أكثر من 3200 طالب. وهم يأتون من أكثر من 70 دولة. تدرس جميع الفئات العمرية من الإبتدائية إلى الثانوية. المنهج التعليمي للمدرسة يقوم على كل من المنهج البريطاني وكذلك المنهج الموضوع من قبل وزارة التربية والتعليم الكويتية. توفر المدرسة بيئة منظمة ورعاية للتعلم مع موارد ممتازة وموظفين مؤهلين ومدربين تدريبا جيدا ودوافع جيدة.

## الاعتماد الدولي والجوائز
تم اعتماد «المدرسة البريطانية في الكويت» من قبل كل من:
- عضو في مجلس المدارس الدولية (CIS)
- عضو مؤسس مدارس بريطانية في الشرق الأوسط (BSME)
- جائزة المدرسة الدولية في المجلس الثقافي البريطاني (ISA)

## الروابط الخارجية
1. ↑  Partnerships and Awards. نسخة محفوظة 12 يوليو 2017 على موقع واي باك مشين.

- المدرسة البريطانية في الكويت
- BSK website
- BSK Virtual Learning Environment
- BSO Inspection Report 2013